# Yves Saint Laurent (film)
Yves Saint Laurent è un film del 2014 diretto da Jalil Lespert.
Si tratta di un film biografico basato sulla vita del celeberrimo stilista francese Yves Saint Laurent.

## Trama
Dopo la morte di Christian Dior il giovanissimo Yves Saint Laurent viene nominato responsabile della prestigiosa casa di moda.
Durante la sua prima sfilata incontra il più maturo Pierre Bergé, che in seguito diventerà non solo suo socio d'affari (con lui fonderà finalmente la sua azienda, la Yves Saint Laurent Company), ma anche compagno nella vita.

## Produzione

### Diritti
Nel marzo del 2013, The Weinstein Company ha acquisito i diritti per la distribuzione del film negli Stati Uniti, così come Entertainment One ha detenuto nel Regno Unito e in Australia.

### Riprese
Le riprese, svolte durante tutto il giugno 2013, hanno avuto luogo specialmente a Parigi (dove realmente Yves si è formato e ha creato la sua azienda) e in parte anche a Marrakech, in Marocco. La scena della sfilata della famosa collezione Saint Laurent del 1976 "Opéra Ballets Russes" è stata completamente ricostruita proprio nella sede originale della sfilata, il Westin Hotel (prima chiamato "InterContinental"), a Parigi. Il tutto è stato realizzato con l'aiuto e collaborazione del reale socio e compagno di Saint Laurent Pierre Bergé.

Bergé ha prestato al set del film esattamente 77 abiti vintage dell'epoca provenienti dai suoi magazzini, ed ha anche permesso al regista Lespert di girare alcune scene nella sua vera sede sulla Avenue Marceau di Parigi.
Ho gradito molto partecipare al film, basato in gran parte sulla biografia, di Yves Saint Laurent, scritta da Laurence Benaïm, e sui ricordi scritti nel mio libro Letters to Yves, che mostrano appieno i demoni dello stilista. Ci sono dettagli del film che non mi piacciono, ma questo non ha alcuna importanza. Bisogna prendere il film così com'è, nel suo insieme: imperfetto, come la vita di Saint Laurent!

## Colonna sonora
La colonna sonora del film è stata affidata al compositore Ibrahim Maalouf, il quale ha lavorato ad un intero album appositamente per il lungometraggio. L'album completo della soundtrack del film è stato pubblicato a dicembre del 2013, poco prima dell'uscita del film stesso.

### Tracce[7]
1. Ibrahim Maalouf - Oran - 1:15
2. Ibrahim Maalouf - Chez Dior - 0:29
3. Ibrahim Maalouf - Paris - 3:14
4. Ibrahim Maalouf - Défilé Christian Dior - 2:48
5. Ibrahim Maalouf - Les quais - 1:53
6. Ibrahim Maalouf - Visite de l'appartement - 1:26
7. Ibrahim Maalouf - Val de Grâce - 0:39
8. Ibrahim Maalouf - Escalier de Rothschild - 0:45
9. Ibrahim Maalouf - Paris Match - 2:15
10. Ibrahim Maalouf - Défilé 1962 - 4:00
11. Ibrahim Maalouf - Pierre et Victoire - 1:17
12. Ibrahim Maalouf - Antiquaire - 0:59
13. Ibrahim Maalouf - Sous les ponts - 2:28
14. Ibrahim Maalouf - Yves lit Proust - 0:46
15. Ibrahim Maalouf - Pierre et Yves - 4:34
16. Ibrahim Maalouf - Backstage défilé 1976 - 2:43
17. Ibrahim Maalouf - Générique fin "My Name" - 3:01
18. Ibrahim Maalouf - Générique fin (Paris Mathc Version) - 2:26

## Distribuzione

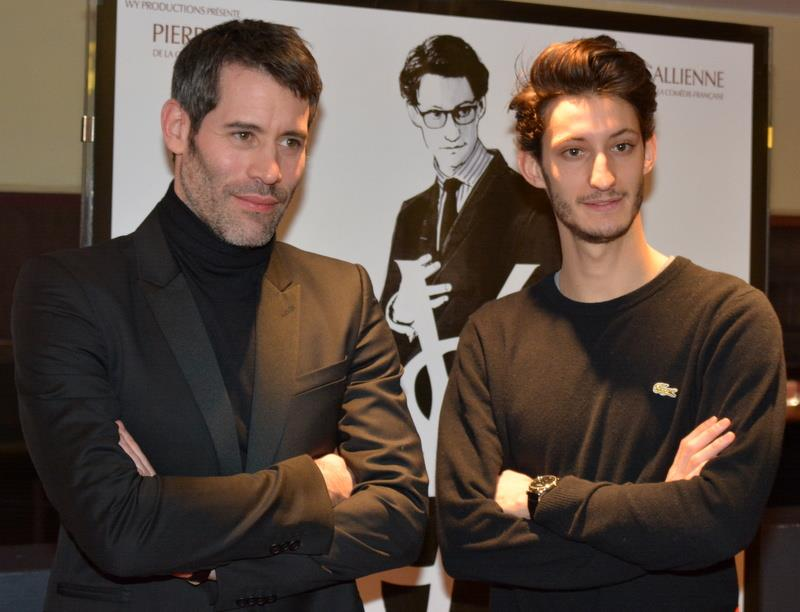
Il regista Jalil Lespert e Pierre Niney, il protagonista, alla première del film a Parigi

Il film è uscito nelle sale cinematografiche francesi l'8 gennaio 2014, mentre in quelle italiane il 27 marzo, da Lucky Red; negli Stati Uniti è poi stato distribuito il 6 maggio 2014, mentre in tutto il resto del mondo fino alla fine dell'anno.
Il 7 febbraio dello stesso anno è stato presentato al Festival di Berlino, dove ha ricevuto il plauso di critica e pubblico.

## Accoglienza

### Incassi
Il film, a fronte di un budget di circa 12 milioni di euro, ha incassato un buon totale di € 21 milioni in tutto il mondo, di cui quasi 2 milioni solo in Francia ed esattamente 723.593 tra Stati Uniti e Canada.

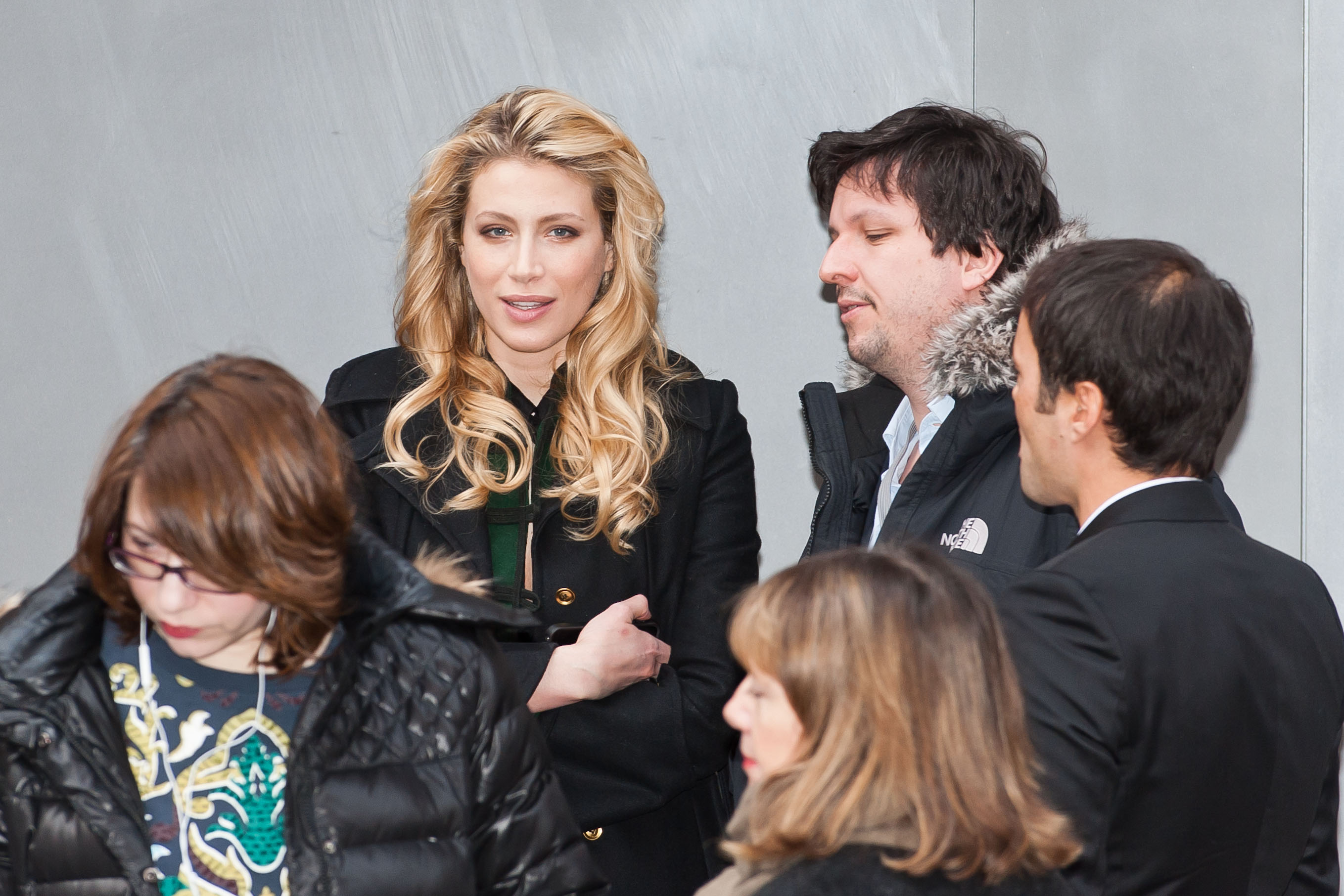
Marie De Villepin alla première del film

### Critica
Il film ha ricevuto recensioni contrastanti da parte della critica. Sono stati però unanimemente apprezzati i costumi di Madeline Fontaine.
Ad esempio, sul sito web Rotten Tomatoes il film riceve il 55% delle recensioni professionali positive, con un voto medio di 6,5/10, basato su 65 recensioni; il consenso critico del sito afferma: "Sebbene vanti ottime interpretazioni da parte di un ottimo cast, Yves Saint Laurent è piuttosto deludente, soprattutto data la popolarissima reputazione del suo protagonista".
Anche su Metacritic ottiene un punteggio medio di 51 su 100, basato su 25 critiche, indicando "recensioni contrastanti o nella media".
Variety lo ha definito "disordinato, goffamente strutturato" ma anche "nonostante tutto, piacevole da seguire".

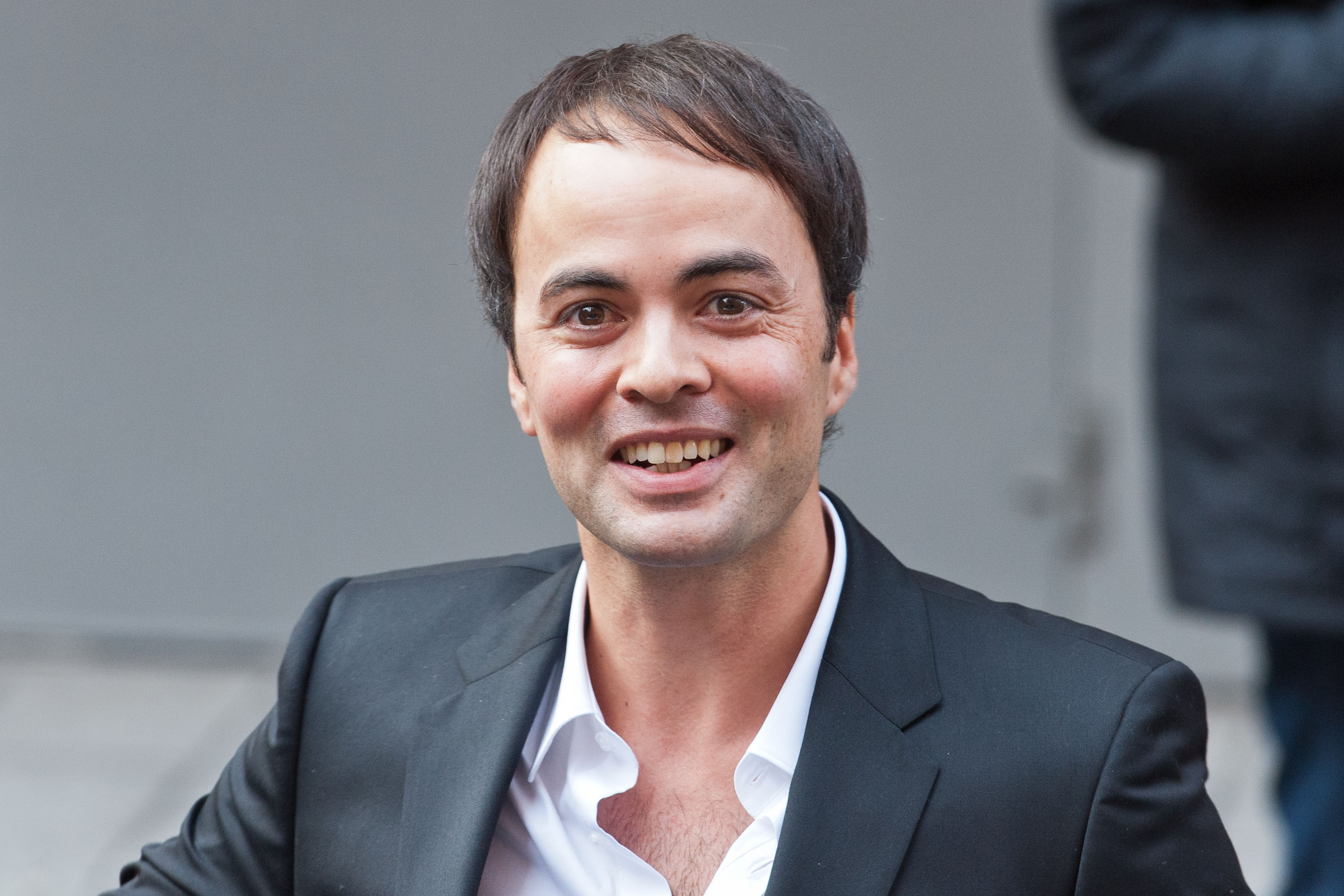
Nikolai Kinski alla première a Berlino

## Riconoscimenti[16]
- 2014 - Festival di Berlino
  - Candidatura per l'Orso d'oro a Jalil Lespert
- 2015 - Premio César
  - Migliore attore protagonista a Pierre Niney
  - Candidatura per il migliore attore non protagonista a Guillaume Gallienne
  - Candidatura per la migliore attrice non protagonista a Charlotte Le Bon
  - Candidatura per la migliore scenografia a Aline Bonetto
  - Candidatura per i migliori costumi a Madeline Fontaine
  - Candidatura per la migliore fotografia a Thomas Hardmeier
  - Candidatura per la migliore colonna sonora a Ibrahim Maalouf